# Mýa
Mýa Marie Harrison (Greenbelt, 10 de Outubro de 1979) é uma cantora norte-americana de R&B e Soul. Além de cantora é também compositora, produtora, dançarina, atriz e modelo e ficou famosa no fim do anos 90. Emplacou vários hits, como "It's All About Me", "Ghetto Suparstar", "Best of Me", "Case of The Ex", "Lady Marmalade"(ganhou Grammy) e "My Love is Like...Wo!". Também fez parte de filmes conhecidos como Chicago e Amaldiçoados.

## Biografia
Mya nasceu e foi criada em Greenbelt, Maryland, próximo a Washinton D.C.. Ela tem 2 irmãos, Chaz e Nigel e uma irmã chamada Jasmine. Seu pai é afro-americano e sua mãe ítalo-americana. Mya estudou canto e dança, tendo aulas em Nova York com Savion Glover. Ela também aprendeu violino. Na adolescência, foi dançarina no programa Teen Summit do canal BET. Mya aprendeu dança antes e depois da fama. Ela frequentou "Eleanor Roosevelt High School" em Greenbelt, onde se formou com 16 anos.

## Carreira

### 1998:Mýa
Mýa é o álbum de estreia de Mýa, lançado a 22 de Abril de 1998, foi certificado Platina, com 1 milhão e 400 mil cópias vendidas. Ocupou o 29º lugar da Billboard 200 e o 13º lugar do Top R&B/Hip-Hop. Foram lançados os singles "It's All About Me", "Movin' On" e "My First Night with You".

### 2000:Fear of Flying
Lançado a 25 de Abril de 2000, Fear of Flying, foi certificado Platina nos EUA com 1 milhão e 200 mil cópias vendidas e certificado Ouro na Austrália e no Canadá, com mais de 35 mil e 50 mil cópias vendidas, respectivamente. Ocupou o 15º lugar da Billboard 200.  Os singles foram: "The Best Of Me", "Case of the Ex", "Free", e uma versão remix de "The Best of Me". O single "Case of the Ex" foi o grande sucesso do álbum, alcançando 1º lugar nos EUA, Austrália e Reino Unido.

### 2003:Moodring
3º álbum. Foi certificado Ouro, com 670 mil cópias vendidas, uma baixa nas vendas em relação aos anteriores. Ocupou o 3º lugar da " Billboard 200 ". Singles: "My Love Is Like...Wo!" e "Fallen". O single "My Love Is Like...Wo!" foi o grande sucesso do álbum, com a direção de Paul Hunter que já havia trabalhado com a Mya em "Lady Marmalade". O clipe, bastante inovador e com o break de sapateado(estilo de dança que a Mya é fã assumida), ainda rendeu duas indicações no MTV Video Music Awards de "Melhor Clipe de Dança" e "Melhor Coreografia", mas perdeu em ambas para "Rock Your Body" do Justin Timberlake.

### 2007:Liberation

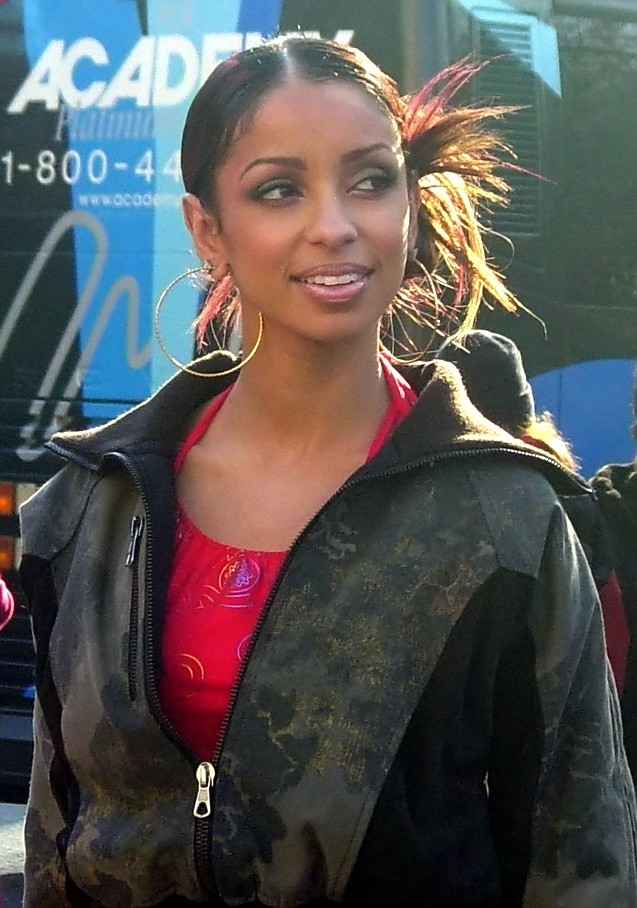
Mýa em 2003

4º álbum. O álbum teve o lançamento adiado inúmeras vezes. Originalmente o lançamento era para dia 14 de Novembro de 2006. Depois de quase 1 ano, em 22 de Outubro de 2007, foi lançado. O 1º single foi Ayo com participação de Dj Kool. Porém o single não foi divulgado nem trabalhado, não alcançando uma boa posição nas paradas americanas. Começaram então os adiamentos. Este álbum marcou um período difícil, pois foi uma fase de transição também, já que a Mýa saiu da Interscope Records e foi para a Universal Motown. A Motown não investiu no álbum, não fez divulgação, não investiu nos clipes e a escolha do 1º single foi infeliz, já que "Lock U Down" mesmo com a participação de Lil' Wayne e produção de Scott Storch não emplacou. Em seguida veio "Ridin", uma balada, mas veio seguida do fracasso de "Lock U Down" e o não lançamento do álbum nos EUA. Resultou no lançamento apenas no Japão e a saída de Mýa da Motown.

### 2008:Sugar & Spice
Com lançamento apenas no Japão, em 3 de Dezembro de 2008, marca uma nova fase na carreira de Mya. O single "Paradise", produzido por Mya e Ne-Yo foi o 1º single lançado, no dia 5 de Novembro de 2008 no iTunes do Japão e ocupou a 1ª posição, e assim como  "Paradise REMIX" com participação de Sean Paul, que também ficou em 1ºlugar do iTunes no Japão. O clipe de "Paradise" foi lançado dia 16 de Novembro de 2008, com a direção de Marc Baptiste. O álbum ainda conta com um cover da música "Shy Guy" (música da cantora Diana King), aparentemente, não oficialmente o 2º single do álbum. "Shy Guy" permaneceu algumas semanas na parada "Top 10 R&B Singles" do iTunes japonês. O álbum também se posicionou bem no "Top 10 R&B Álbuns" do iTunes, permanecendo por 7 semanas. "Sugar & Spice" possui outros hits como "Must Be The Music", "Money Can't Buy My Love" e a 'continuação' de "Fallen", hit de 2003 do álbum Moodring.

### 2009:Beauty & The Streets Vol. 1
O 1o mixtape lançado a 29 de Setembro de 2009 via iTunes e Amazon.com, trazendo-a de volta à cena musical nos EUA com a assinatura de sua própria gravadora, Planet 9. O mixtape conta com várias participações, como Bun B, Slim Thug, Nicki Minaj, entre outros. O single lançado  chama-se "Show Me Something" com participação de Bun B.

### 2011:Keep It Sexy and Simple (K.I.S.S.)
O K.I.S.S. (abreviatura de Keep It Sexy & Simple) é o sexto álbum de estúdio da cantora Mýa, lançado no Japão no dia 20 de Abril de 2011. É o terceiro álbum de Mýa lançado no Japão pela gravadora Manhattan Records . Depois de lançar sucessos no Japão como "Fabulous Life " e "Running Back" ( ambas musicas ficam  em #1 lugar  no Itunes do Japão ) , Mýa  lançou  o K.I.S.S. nos Estados Unidos em 20 de Dezembro de 2011 via Itunes e amazon (com uma edição diferente da edição japonesa ). O álbum marca a volta de Mýa ao mercado americano depois de 7 anos , em 14 de fevereiro de 2012  Mýa lançou a edição mundial de K.I.S.S. (digitalmente). 

### 2015-2016: Smoove Jones
Smoove Jones é o sétimo álbum de estúdio da cantora Mýa, que foi lançado mundialmente no dia 14 de Fevereiro de 2016. É o 12° projeto de Mýa lançado em sua própria gravadora "Planet 9" . Foram lançados 3 singles para o álbum até agora: Welcome To My World , Team You e Elevator

## Discografia

### Álbuns
- 1998: Mýa
- 2000: Fear of Flying
- 2003: Moodring
- 2007: Liberation
- 2008: Sugar & Spice
- 2009: Sugar & Spice: The Perfect Edition
- 2011: Keep It Sexy & Simple (K.I.S.S.)
- 2014: With Love (EP)
- 2014: Sweet XVI (EP)
- 2015: Love Elevation Suite (EP)
- 2016: Smoove Jones

## Filmografia
| Ano  | Filme                        | Papel          | Notas        |
| ---- | ---------------------------- | -------------- | ------------ |
| 1999 | In Too Deep                  | Loretta        |              |
| 2002 | Chicago                      | Mona           |              |
| 2003 | Volcano High                 | Yu Cha-i       |              |
| 2004 | Dirty Dancing: Havana Nights | Lola Martinez  |              |
| 2004 | Hip Hop All Stars            | Ela mesma      | Documentário |
| 2004 | Shall We Dance?              | Vern's Fiancée |              |
| 2005 | Cursed                       | Jenny Tate     |              |
| 2006 | Cover                        |                |              |
| 2006 | Swap Meet                    | Katrina        |              |
| 2006 | Ways of the Flesh            | Valerie        |              |
| 2007 | How She Move                 | Ela mesma      |              |
| 2007 | The Metrosexual              | Jessica        |              |
| 2008 | Cover                        | Cindy          |              |
| 2008 | Love for Sale                | Kylie          |              |